# Latosculum townesi
Latosculum townesi là một loài tò vò trong họ Ichneumonidae.